# Ion Rîmaru
Ion Rîmaru (Corabia, Rumanía, 12 de octubre de 1946 - Ilfov, Rumanía, 23 de octubre de 1971), también conocido como El Vampiro de Bucarest o El Strigoi, fue un asesino en serie rumano que aterrorizó la ciudad de Bucarest entre 1970 y 1971.

## Biografía
Los padres de Rîmaru se casaron en Caracal. Ion nació en Corabia, siendo el mayor de tres hermanos. Se crio viendo como su padre, Florea Rîmaru, maltrataba a su madre todos los días, lo que provocó una separación y obligó a Florea a emigrar a Bucarest, donde estuvo trabajando en el tranvía. 
Ion tuvo que repetir noveno grado, además de provocar un escándalo público en su pueblo natal al haber mantenido relaciones sexuales con la hija de su profesor, menor de 18 años. Ion también fue detenido por robo agravado. 
Ingresó en la Facultad de Medicina Veterinaria en 1966 con una calificación de 5,33 sobre diez. Aunque repitió varios cursos, consiguió entrar en una universidad, siendo descrito por los profesores como un chico tímido e incluso semianalfabeto, teniendo un pobre vocabulario.
Sus compañeros informaron en numerosas ocasiones a los profesores del extraño comportamiento que Ion tenía. Para canalizar su rabia interior, solía autolesionarse mediante cortes en los brazos y en las piernas. Los médicos le diagnosticaron espasmo esofágico y problemas mentales en 1967.

## Crímenes
Entre abril de 1970 y mayo de 1971, tuvieron lugar una serie de crímenes los cuales han sido relacionados con Ion Rîmaru. Aunque tan solo fue acusado de cuatro de los quince incidentes nombrados a continuación, todos éstos crímenes fueron realizados del mismo modus operandi que se atribuye a Rîmaru; fueron realizados de noche con objetos contundentes o con algún arma blanca, las víctimas poseían marcas de mordidas en los brazos o en la entrepierna, los cadáveres presentaban indiciones de violaciones tanto cuando la víctima estaba inconsciente como una vez muerta, algunas mujeres carecían de vaginas, pechos o zonas púbicas e incluso tenían orificios en el cuello o en el brazo que mostraban signos de vampirismo.
Ion fue arrestado el 27 de mayo de 1971, acusándole de la muerte de Elena Oprea, Florica Marcu, Mihaela Ursu y Gheorghiţa Popa. Para encontrar a Ion, el Ministerio de Interior de Rumanía estableció la "Operación Buitre", empelando a más de 6.000 efectivos que patrullaron todas las calles de Bucarest cada noche. En el cuerpo de Mihaela Ursu había parte del cabello de Rîmaru, que ayudó a identificarlo. 
Los otros crímenes ocurridos entre 1970 y 1971 en las calles de Bucarest fueron los siguientes:
- 8/9 de abril de 1970 - Elena Oprea - asesinato premeditado (no violada gracias a la intervención de un vecino).
- 1/2 de junio de 1970 - Florica Marcu - violación (encontrada por un conductor de camión en el Cementerio de Sfânta Vineri, violada y apuñalada, aunque con vida).
- 19/20 de julio de 1970 - Robo a la tienda OCL Confecţia - robo de la propiedad pública.
- 24 de julio de 1970 - Margareta Hanganu - robo agravado en su vivienda.
- 22/23 de noviembre de 1970 - Olga Bărăitaru - intento de asesinato, violación y robo agravado.
- 15/16 de febrero de 1971 - Gheorghiţă Sfetcu - tentativa de homicidio agravado y robo agravado.
- 17/18 de febrero de 1971 - Elisabeta Florea - intento de asesinato.
- 4/5 de marzo de 1971 - Fanica Ilie - asesinato premeditado, violación y robo agravado.
- 8/9 de abril de 1971 - Gheorghiţa Popa - homicidio agravado, violación y robo agravado (48 heridas de arma blanca en la cabeza, pecho, ingle y piernas; cinco golpes en la cabeza, las costillas aplastadas a pisotones y los genitales mordidos).
- 1/2 de mayo de 1971 - Stana Saracin - intento de violación
- 4/5 de mayo de 1971 - Mihaela Ursu - homicidio agravado, violación.
- 4/5 de mayo de 1971 - Maria Iordache - intento de homicidio agravado (fue atacada dos horas después de Mihaela Ursu; aunque logrando escapar con vida).
- 6/7 de mayo de 1971 - Viorica Tatu - intento de asesinato.
- 6/7 de mayo de 1971 - Elena Bellucci - intento de asesinato.
- Mayo de 1971 - Iuliana Funzinschi - robo agravado de la propiedad tanto pública y como privada.

## Ejecución
Después de dos meses de interrogatorios, Rîmaru admitió haber sido el autor de hasta 23 delitos. Llegó incluso a pedir ser llevado a las diferentes escenas del crimen para demostrar que era culpable. Florea, el padre de Ion, había acompañado a su hijo en todos los interrogatorios. Tras el último crimen de Ion, donde robó en el comercio de Iuliana Funzinschi, su madre lo visitó y encontró el dinero debajo de la almohada. Florea, para tratar de incubrir a su hijo, ocultó el dinero en su vivienda de Caracal, además de robar el martillo, el hacha y el cuchillo que Ion había empleado para asesinar a sus víctimas.
Finalmente, Rîmaru fue condenado a muerte en la Corte Suprema de Rumanía, entre vítores y aplausos a favor de la decisión tomada por el juez. El 23 de octubre de 1971, Rîmaru fue llevado a la Prisión de Jilava en una furgoneta. Trató de escapar varias veces antes de ser atado en un poste del patio de la cárcel.
Uno de los tres oficiales que le iban a fusilar le preguntó si tenía alguna última voluntad. Ion, que se encontraba totalmente encolerizado, estalló diciendo "¡Llamad a mi padre, de esa forma podrá ver qué me va a pasar! ¡Hacedlo que venga! ¡Él es el único culpable! ¡Quiero vivir!". Los hombres ignoraron la última petición de Rîmaru y le fusilaron después de que él tratara de quitarse las cuerdas y darse la vuelta, y fue enterrado en el cementerio de la ciudad, aunque en una tumba sin nombre.

## Explicaciones
El psicólogo Tudorel Butoi indicó que Ion Rîmaru sufría alucinaciones, delirios mentales y complejo de inferioridad. Recibió el apodo de El Vampiro de Bucarest y El hombre lobo por dejarse llevar por su instinto animal, actuando sin conciencia.
Durante la investigación, se descubrió que Florea Rîmaru, el padre de Ion, también fue un asesino en serie. Incluso se pensó que la primera víctima de Ion, Elena Oprea, fuese en realidad de Florea. El padre de Ion falleció el 23 de octubre de 1972, exactamente un año después de la muerte de su hijo, al caer accidentalmente de un tren en marcha.
El Doctor Butoi sostiene que los genes violentos se trasmiten de padres a hijos, ya que los asesinatos de Ion eran muy similares a los que su padre realizaba. En cambio, en la cultura popular, se sostiene que tanto Florea como Ion estaban malditos por el Strigoi, una criatura que vaga por la noche para atemorizar a la gente. Según la leyenda rumana, el alma del Strigoi se transmite de padre a hijo, al igual que la teoría del Doctor Butoi. Puede que Ion creyera esa conjetura basándose en la última frase que pronunció: "¡Él es el único culpable!". 